# Взрывы в Тяньцзине
Взрывы в Тяньцзине — техногенная катастрофа, которая произошла 12 августа 2015 года в порту, расположенном в новом районе Биньхай города Тяньцзинь, на севере Китая.

## Хронология событий
В 22:50 по местному времени (14:50 UTC) начали поступать сообщения о пожаре на расположенных в порту Тяньцзиня складах фирмы «Жуйхай» (кит. 瑞海物流), занимающейся транспортировкой опасных химических веществ. Как выяснили позднее следователи, его причиной послужило самовозгорание перегревшегося на летнем солнце контейнера с сухой нитроцеллюлозой, после чего взорвались соседние контейнеры с нитратом аммония и другими химикатами. Прибывшие на место пожарные не смогли предотвратить распространение огня.
Около 23:30 с интервалом в 30 секунд произошло два мощных взрыва. Местная сейсмологическая служба оценила мощность первого взрыва в 3 тонны тротилового эквивалента, второго — в 21 тонну. Были зафиксированы толчки магнитудой 2,3 и 2,9 по шкале Рихтера. Сразу после взрывов для ликвидации масштабного пожара было отправлено 100 пожарных автомобилей.
Тушение пожара продолжалось до 14:30 13 августа, а затем было приостановлено. На место прибыла команда экспертов, чтобы оценить количество и состав оставшихся на складе химических веществ и разработать план дальнейших действий.

## Последствия

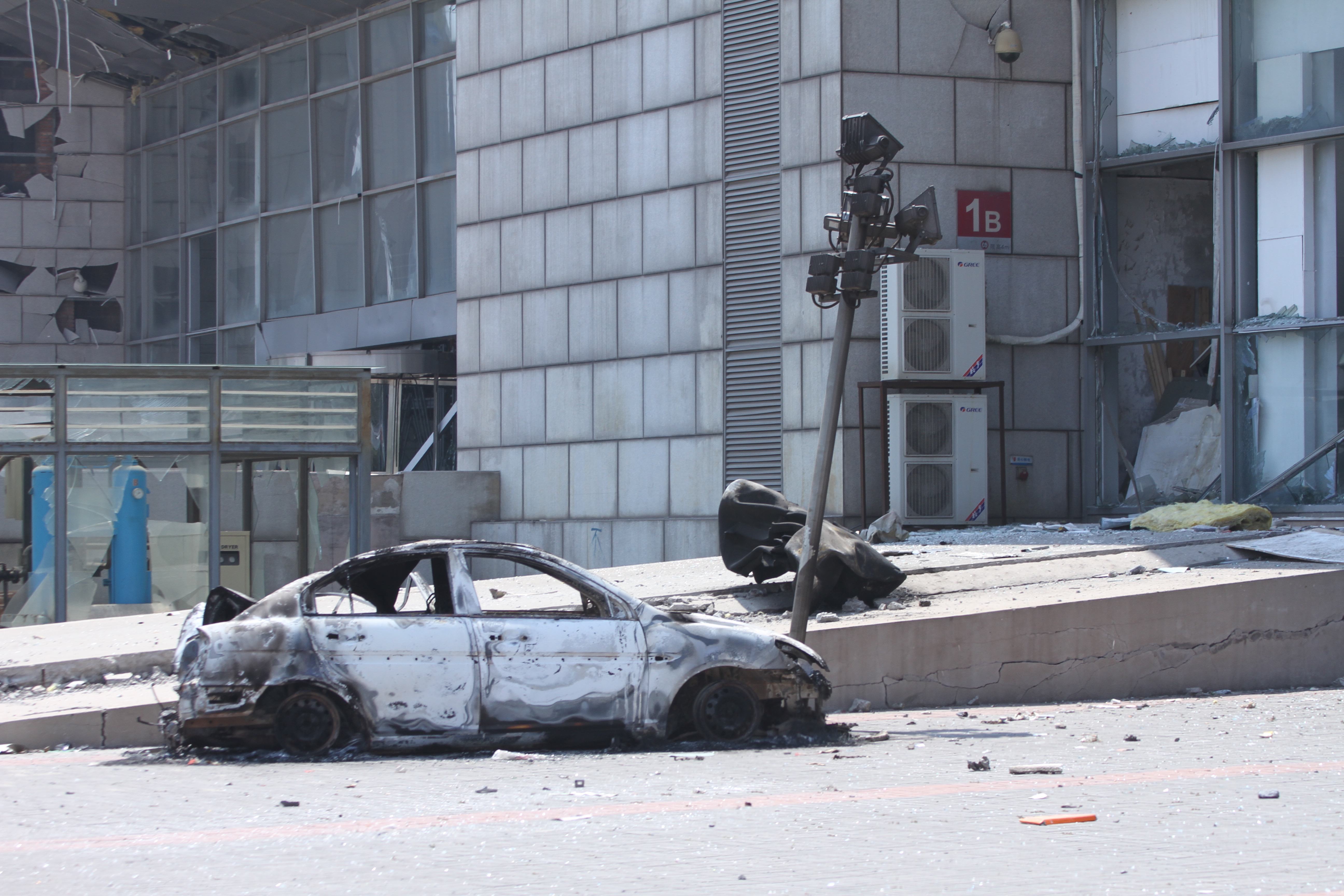

Число погибших от взрывов составило 173 человека. Среди погибших 92 пожарных.
Взрывной волной было повреждено здание национального суперкомпьютерного центра. Хотя суперкомпьютер Тяньхэ-1А не пострадал, было принято решение отключить его.
15 августа в окружающем воздухе был обнаружен цианид натрия и начата эвакуация местных жителей.
В результате взрыва уничтожено более тысячи автомобилей.
Выяснилось, что, по меньшей мере, три многоквартирных дома были построены в радиусе одного километра от склада химических веществ, что запрещено китайским законодательством.
Власти предъявили обвинения 11 чиновникам из города Тяньцзинь по делу о взрыве. Их обвиняют в халатности и злоупотреблении полномочиями.
Кроме того, полиция задержала 12 сотрудников компании Ruihai International Logistics, которой принадлежал взорвавшийся склад. В числе задержанных — глава правления компании Юй Сюэвэй, его заместитель Дун Шэсюань, а также ещё трое представителей менеджмента компании.